# Хванхе (завод)
38°43′54.8″ пн. ш. 125°37′51.6″ сх. д. / 38.731889° пн. ш. 125.631000° сх. д.
«Хванхе» (кор. 황해제철련합기업소) — металургійний завод з повним металургійним циклом у місті Соннім в КНДР. Є другим за обсягами виробництва металургійним заводом Північної Кореї — після Чхонджінського металургійного заводу. Розташований на березі річки Тедонган.

## Історія
Завод у місті Соннім було засновано 1914 року японською компанією «Міцубісі». Через наявність заводу місто швидко розвивалося, населення його зросло до 50000 осіб у 1950 році. Під час Корейської війни 1950—1953 років на завод було скинуто 30 000 бомб.
Завод працював з використанням корейської залізної руди, видобутої у Иллюлі, і імпортного коксівного вугілля.

## Сучасний стан
Завод має потужності для повного виробничого циклу — 2 доменних печі, сталеплавильний, сортопрокатний та листопрокатний цехи. На заводі працюють до 10000 осіб.